# ディエゴ・リベラ
ディエゴ・リベラ（Diego Rivera、1886年12月8日 - 1957年11月24日）は、メキシコの画家。キュビズムの影響を受けた作風で、多くの壁画作品で知られる。フリーダ・カーロの夫。フルネームはDiego María de la Concepción Juan Nepomuceno Estanislao de la Rivera y Barrientos Acosta y Rodríguez。

## 来歴
1886年、メキシコのグアナフアトに生まれた。1896年、10歳の時にサン・カルロス美術学校に入学。

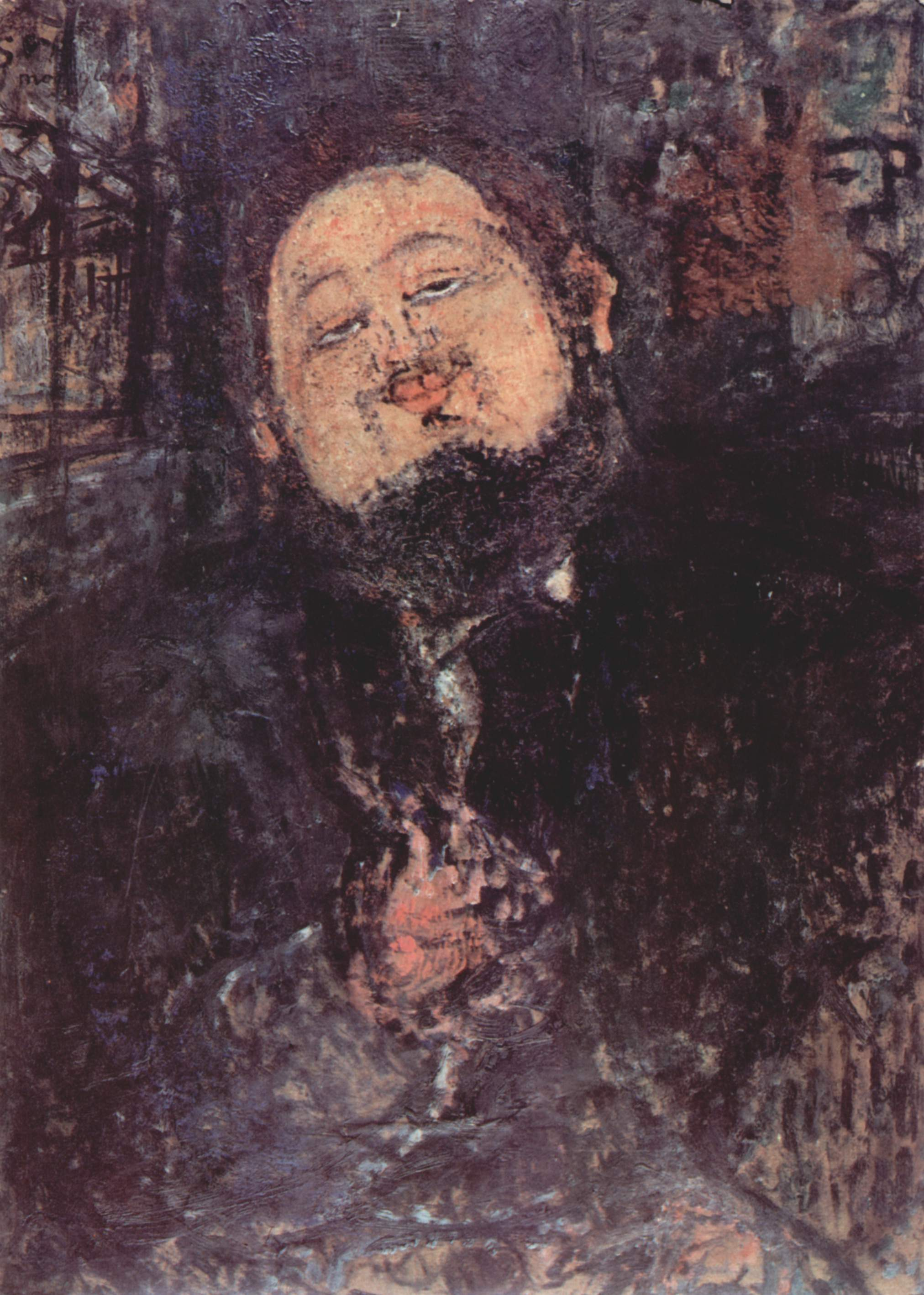
アメデオ・モディリアーニ作「ディエゴ・リベラの肖像」（1914年）

その後、奨学金を得て1907年よりスペイン・パリなどで絵画を学び、パリのモンパルナスに住みアメデオ・モディリアーニやモイズ・キスリングなどエコール・ド・パリの若手作家たちと交友を深めた。一方、この頃にキュビズムに強い影響を受け画壇で注目されるようになった。すでに漁色家で知られ、この頃にも多くの女性画家と交際し何人もの子供を残したが、いずれの妻子に対しても、養育費などの責任を負わなかったとされている。
1920年、メキシコに民衆のための芸術を興すというダヴィッド・アルファロ・シケイロスの誘いに賛同してパリを離れた彼はイタリアを旅して壁画を研究、1921年に帰国してグアタールペ・マリンと結婚。メキシコ壁画運動の中心的人物となる。彼はテンペラ画によって、メキシコの民族的な伝統と社会主義的な文脈を組み合わせた壁画を公共建築などに多く描いた。メキシコシティの国立宮殿や、チャピンゴの国立農学校には彼の代表作が今も保存されている。この時期メキシコ共産党に入党し、教会や聖職者を攻撃したが、その激しい性格とレオン・トロツキーの思想への関心などから多くの敵対者を生んだ。彼は1927年にロシア革命10周年記念でソビエトのモスクワに招待されたが、翌年反ソビエト活動に関わった疑いで送還された。共産党からも1930年に除名される。

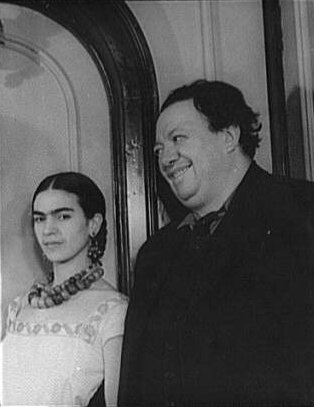
フリーダ・カーロ(左)と

1930年、彼は女性画家のフリーダ・カーロと結婚した。彼は42歳でフリーダは22歳で、その夫妻の容姿から周囲には美女と野獣カップルといわれた。1930年から1933年にかけて大不況後のアメリカ合衆国で活動し、多くの建物に産業や労働者をテーマにしたフレスコによる壁画を残し大きな評価を得た。1933年にはニューヨークのロックフェラーセンターに『十字路の人物（Man at the Crossroads）』と題する壁画を書き上げたが、アメリカの建国者たちと並んで社会主義者のレーニンの肖像を配した壁画は発注者やマスコミの猛反発を呼び、完成直前に破壊された。その後のアメリカでの仕事もすべてキャンセルされ、彼は怒りと失望でメキシコに帰国する。しかし時代を下がる1940年にサンフランシスコで壁画を制作することがかなうなどアメリカのクライアントとの関係は続いた。
彼はメキシコを訪れた多くの芸術家を家に招いた。メキシコに亡命したトロツキーも家に招待するが、その後間もなく二人は仲たがいしてしまう。その後にトロツキーが暗殺されたことで、一部では彼も暗殺に関わったのではという誤った憶測が流れることにもなった。また、女性関係にいとまがなかったため、夫婦仲が極端に悪化する。とりあえず別居してみたものの、彼もフリーダも不倫が続き（相手としてフリーダの妹も含まれる）、1939年に離婚。しかし1年後に復縁、再婚すると、彼女が1954年に死去するまでは夫婦であり続けた。健康に不安があったフリーダは妊娠するも結局流産し、二人の間の子供はなかった。フリーダを失った翌年の1955年に別の女性と再婚し、1957年にメキシコシティで死去した。
ナチス支配のドイツを逃れて1941年6月末から1947年1月までメキシコに滞在し、ディエゴ・リベラやザヴィエル・ゲレロといった壁画家たちと直接交友関係のあった作家アンナ・ゼーガースは、エッセイ「描かれた時間――メキシコのフレスコ画――」（1947）と「デイエゴ・リヴェラ」（1949）において、リベラの「アラメダ公園の日曜の午後の夢」に描かれているメキシコの歴史を、絵に従って順に説明している。

## 作品
メキシコにはディエゴ・リベラ壁画博物館、ディエゴ・リベラ・アトリエ美術館、ディエゴ リベラ博物館がある。

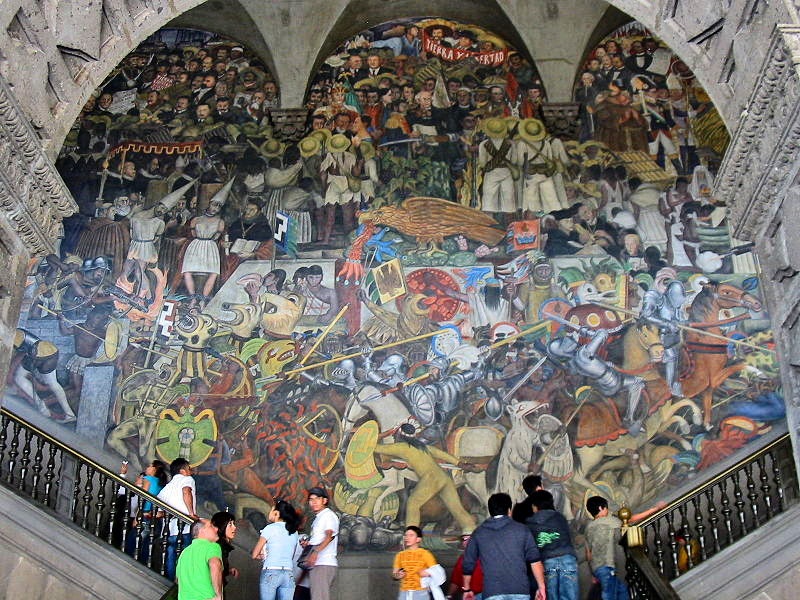
国立宮殿の壁画「メキシコの歴史（英語版）」
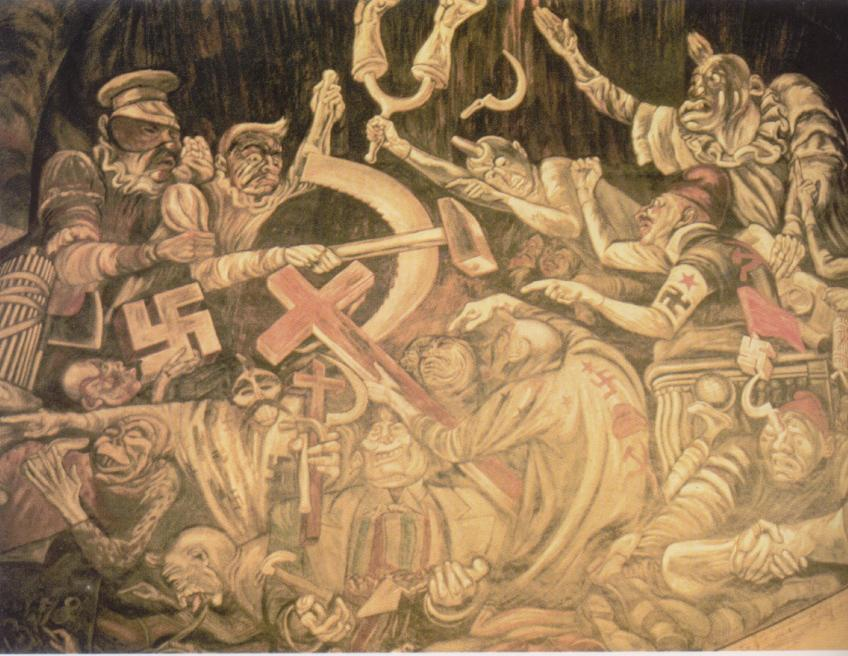
パラシオデゴビエルノ（スペイン語版）にあるディエゴ・リベラの作品とされる壁画
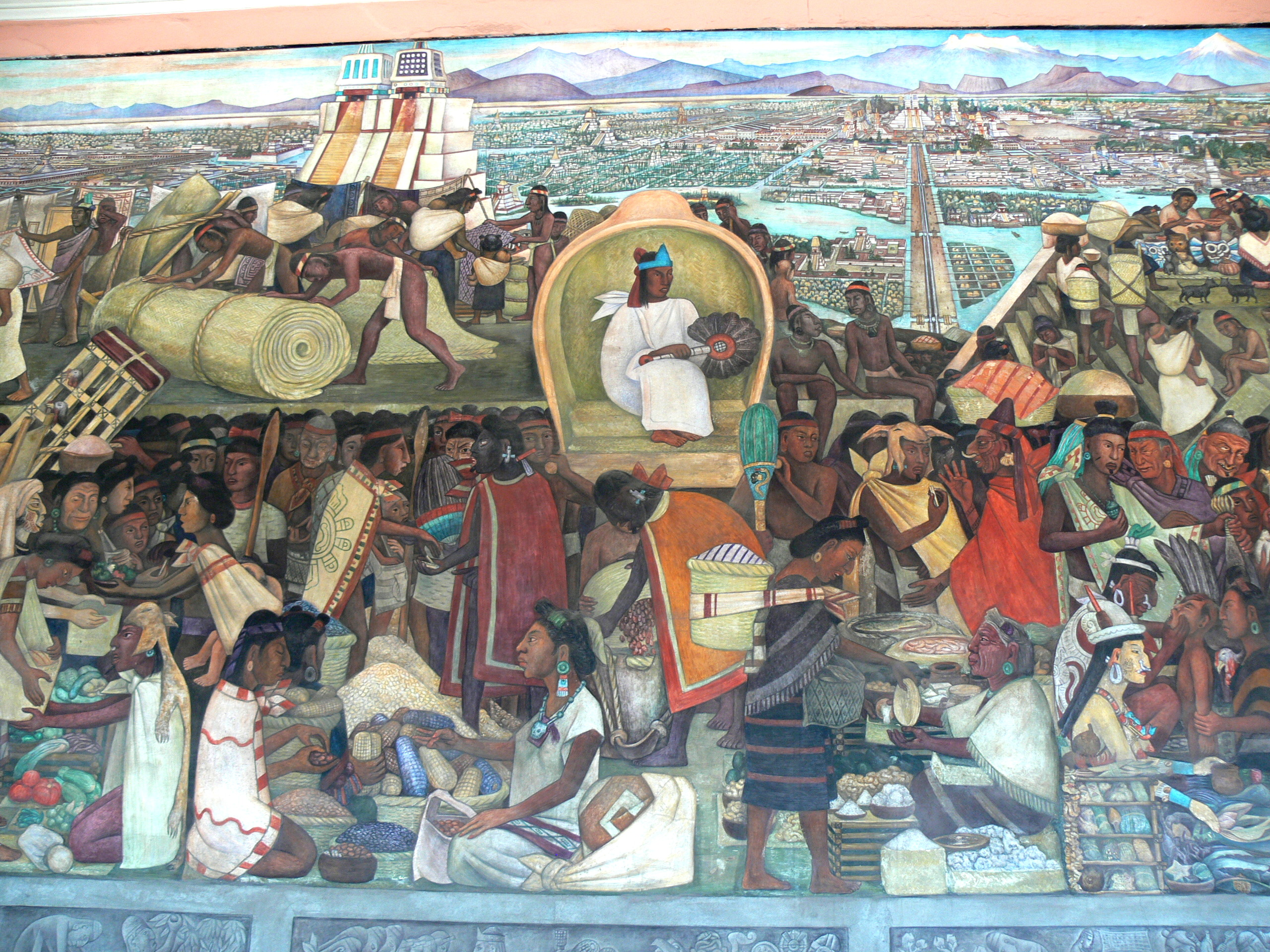
「The Great City of Tenochtitlan（偉大な都市テノチティトラン）」
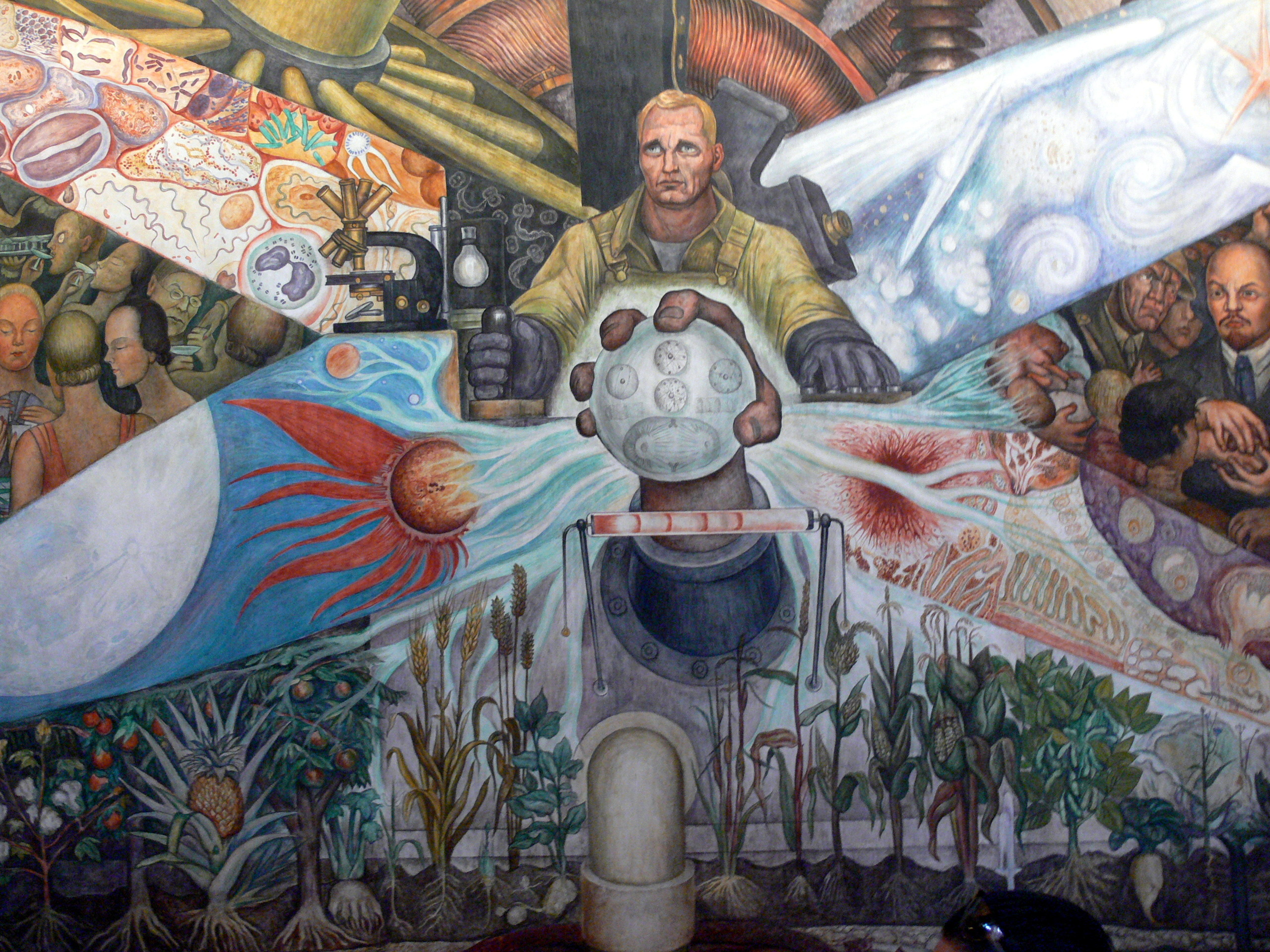
宇宙を支配する男（スペイン語版）
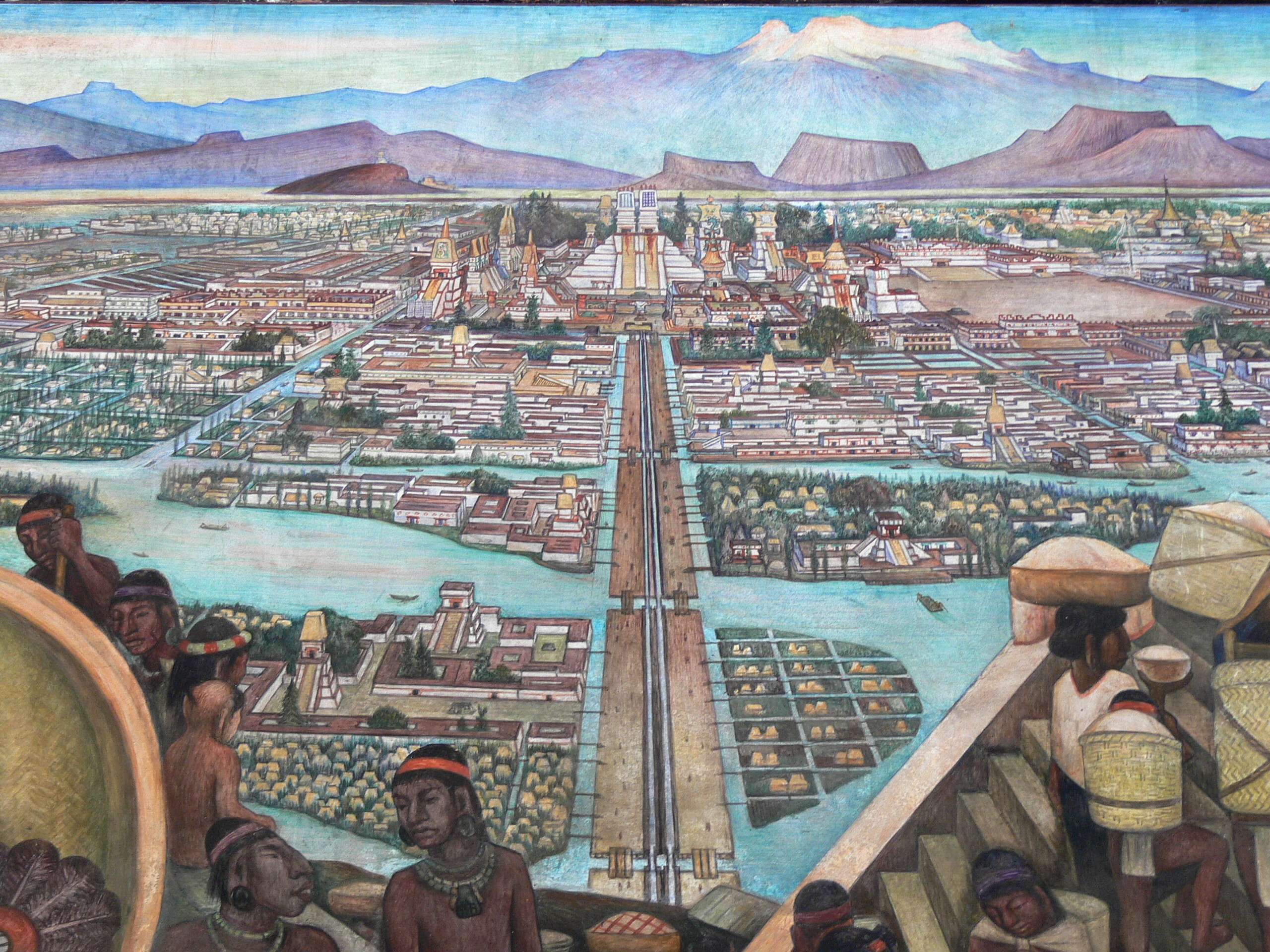
アステカの都市テノチティトランとアステカ時代の生活を描いた壁画。
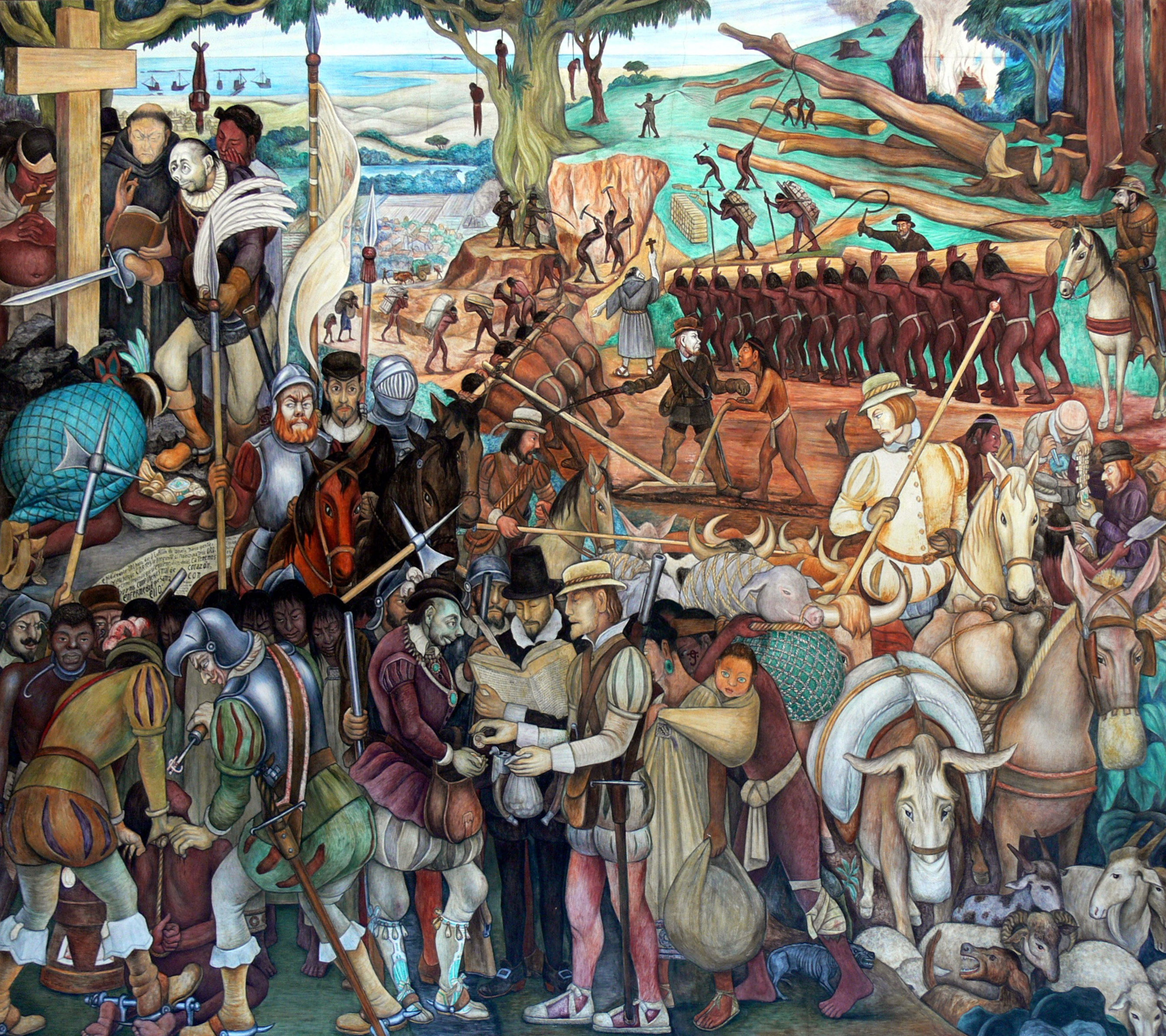
国立宮殿にあるスペインの征服者によるメキシコの搾取を描いた壁画
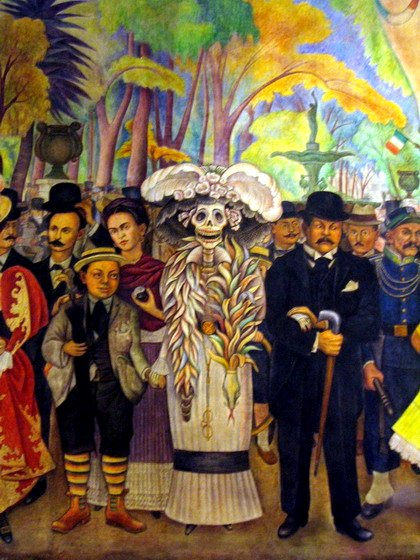
アラメダ公園の日曜の午後の夢（英語版）

## 書籍
- 加藤薫『ディエゴ・リベラの生涯と壁画』（岩波書店、2011）ISBN 9784000240314
- イサベル・アルカンタラ、サンドラ・エグノルフ（岩崎清訳）『岩波アート・ライブラリー　フリーダ・カーロとディエゴ・リベラ』（岩波書店、2010）ISBN 9784000089937
- 堀尾真紀子『フリーダ・カーロとディエゴ・リベラ』（ランダムハウス講談社、2009）ISBN 9784270004623
- Diego Rivera (with Gladys March): My Art, My Life: An Autobiography (New York: Dover, 1991 [1960]) ISBN 0486269388
- Bertram D. Wolfe: The Fabulous Life of Diego Rivera (New York: Scarborough House, 1990 [1963]) ISBN 081281259X
- David Craven: Diego Rivera as Epic Modernist (New York: G. K. Hall, 1997) ISBN 0816105375
- Patrick Marnham: Dreaming with this Eyes Open: A Life of Diego Rivera (U. of California Press, 2000 [1998]) ISBN: 9780520224087